# Edward Wakefield, 1. Baronet
Sir Edward Birkbeck Wakefield, 1. Baronet, CIE (* 24. Juli 1903 in Kendal, Westmorland; † 14. Januar 1969) war ein britischer Verwaltungsbeamter, Diplomat und Politiker der Conservative Party. Er war von 1950 bis 1962 Mitglied des House of Commons sowie von 1960 bis 1962 Treasurer of the Household.

## Leben
Edward Birkbeck Wakefield stammte aus der Familie Wakefield und war der dritte von vier Söhnen von Roger William Wakefield und dessen Ethel Mary Knott. Sein ältester Bruder war der Rugbyspieler und spätere Politiker Wavell Wakefield, 1. Baron Wakefield of Kendal (1898–1983). Er selbst absolvierte nach dem Besuch der Haileybury and Imperial Service College ein grundständiges Studium am Trinity College der Universität Cambridge, welches er 1925 mit einem Bachelor of Arts (B.A.) beendete. Er war zwischen 1927 und 1945 Mitarbeiter des Indian Civil Service, des öffentlichen Verwaltungsdienstes in Britisch-Indien. 1935 wurde er für das Retten eines Menschen vor dem Ertrinken mit einer Medaille ausgezeichnet. Während seiner Tätigkeit als Verwaltungsbeamter schloss er 1941 ein postgraduales Studium am Trinity College der University of Cambridge schloss er 1941 mit einem Master of Arts (M.A.) ab und bekleidete von 1942 bis 1943 den Posten des Politischen Agenten im damaligen britischen Protektorat Bahrain. Beim Ausscheiden aus dem Dienst 1945 wurde er zum Companion des Order of the Indian Empire (CIE) ernannt.
Bei der Unterhauswahl am 23. Februar 1950 wurde Wakefield für die Conservative Party im neu geschaffenen Wahlkreis „Derbyshire West“ erstmals zum Mitglied des Unterhauses (House of Commons) gewählt und gehörte diesem nach seinen Wiederwahlen am 25. Oktober 1951, 26. Mai 1955 und am 8. Oktober 1959 bis zu seinem Mandatsverzicht am 7. März 1962 an. Die dadurch erforderliche Nachwahl im Wahlkreis „Derbyshire West“ am 6. Juni 1962 gewann sein Parteifreund Aidan Crawley, der von 1945 bis 1951 als Mitglied der Labour Party für den Wahlkreis „Buckhingham“ Abgeordneter des Unterhauses war.

Wappen der Wakefield Baronets, of Kendal

Nachdem er 1954 kurzzeitig Assistierender Parlamentarischer Geschäftsführer (Assistant Whip) der Fraktion der Conservative Party und war später zwischen 1956 und 1958 im Schatzamt (HM Treasury) als Lord Commissioner of the Treasury. Danach fungierte er als Nachfolger von Gerald Wills zwischen 1958 und seiner Ablösung durch Harwood Harrison 1959 erst als Comptroller of the Royal Household, danach als Nachfolger von Peter Legh von 1959 bis zu seiner Ablösung durch Graeme Finlay 1960 Vice-Chamberlain of the Royal Household, ehe er 1960 wiederum als Nachfolger von Peter Legh stellvertretender Parlamentarischer Hauptgeschäftsführer (Deputy Chief Whip) der Fraktion seiner Partei und zugleich Treasurer of the Household wurde. Er bekleidete dieses Amt bis 1962 und wurde daraufhin von Michael Hughes-Young abgelöst.
Edward Wakefield wurde am 1. März 1962 in der Baronetage of the United Kingdom der erbliche Titel Baronet, of Kendal in the County Westmorland, verliehen. Nach seinem Ausscheiden aus dem Unterhaus war er zwischen 1962 und 1964 zunächst britischer Kommissar in Malta, ehe er nach der Unabhängigkeit Maltas vom Vereinigten Königreich von 1964 bis 1965 Hochkommissar in Malta war.
Edward Birkbeck Wakefield heiratete am 7. Dezember 1929 Constance Lalage Perronet Thompson (1906–2001), Tochter von Sir John Perronet Thompson (1873–1935), der ebenfalls Beamter des Indian Civil Service war, und dessen Ehefrau Ada Lucia Tyrrell. Aus dieser Ehe gingen die Kinder Frances Imogen Wakefield (1930–1935), Xanthe Wakefield (1932–1962), Edward Humphry Tyrrell Wakefield (* 1936) und Gerald Hugo Cropper Wakefield (* 1938) hervor. Bei seinem Tod am 14. Januar 1969 erbte der ältere Sohn Edward Humphry Tyrrell Wakefield, ein Experte für Antiquitäten und Architektur, den Titel als 2. Baronet.